# No More Mr. Nice Guy
«No More Mr. Nice Guy» es una canción del grupo Alice Cooper de su álbum de 1973 Billion Dollar Babies. La canción es una de las más famosas de Alice Cooper llegando al número 25 en la lista de Billboard y 10 en UK. Fue escrita por Alice Cooper y Michael Bruce.
La canción fue versionada por el grupo de Thrash Metal Megadeth para la película Shocker.

## Tabla de posiciones
| Año  | País     | Posición |
| ---- | -------- | -------- |
| 1972 | US       | 25       |
| 1972 | UK       | 10       |
| 1972 | Austria  | 14       |
| 1972 | Holanda  | 6        |
| 1972 | Irlanda  | 18       |
| 1972 | Alemania | 10       |

## Personal
- Alice Cooper - voz
- Glen Buxton - guitarra
- Michael Bruce - guitarra
- Dennis Dunaway - bajo
- Neal Smith - batería

- Datos: Q1972314